# Glendora (Mississippi)
Pour les articles homonymes, voir Glendora.
Glendora est un village américain situé dans le comté de Tallahatchie, dans le Mississippi. Selon le recensement de 2020, sa population est de 154 habitants.